# Qualea impexa
Qualea impexa là một loài thực vật có hoa trong họ Vochysiaceae. Loài này được J.F.Macbr. miêu tả khoa học đầu tiên năm 1931.